# Красная Горка (Смоленский район)
Красная Горка — деревня в Смоленском районе Смоленской области России. Входит в состав Катынского сельского поселения.

## География
Расположена в западной части области в 21 км к западу от Смоленска, в 2 км южнее автодороги А141 Орёл — Витебск, на берегу реки Днепр. В 1 км севернее деревни расположена железнодорожная станция Вонлярово на линии Москва — Минск.

## История
В годы Великой Отечественной войны деревня была оккупирована гитлеровскими войсками в июле 1941 года, освобождена в сентябре 1943 года.

## Население
| 2007 |
| ---- |
| 62   |